# Scleropodium coreense
Scleropodium coreense là một loài rêu trong họ Brachytheciaceae. Loài này được Cardot mô tả khoa học đầu tiên năm 1912.